# Brodzica (przystanek kolejowy)
Brodzica – dawny przystanek kolejki wąskotorowej w Brodzicy, w gminie wiejskiej Hrubieszów, w powiecie hrubieszowskim, w województwie lubelskim.